# Pussy (nước tăng lực)
Pussy là nước uống tăng lực có ga được sản xuất bởi Pussy Drinks Ltd ở Anh. Đồ uống và thương hiệu này được Jonnie Shearer tạo ra vào khoảng Giáng sinh năm 2004. Vào tháng 4 năm 2013, chiến dịch quảng cáo cho Pussy đã bị Cơ quan Tiêu chuẩn Quảng cáo (Advertising Standards Authority) ở Anh cấm vì có nội dung khiêu dâm.

## Thành phần
Pussy được sản xuất với thành phần nước có ga, đường, nước ép nho và hỗn hợp các loại thảo mộc cùng trái cây khác. Hàm lượng caffeine của nó đến từ guarana. Pussy được quảng cáo là "100% tự nhiên" do nó không chứa chất phụ gia nhân tạo.

## Lịch sử
Shearer nảy ra ý tưởng về nước tăng lực tự nhiên sau khi ông rời trường đại học vào năm 2004. Lấy cảm hứng từ thương hiệu Virgin của Tập đoàn Virgin, Shearer quyết định đặt tên cho thức uống của mình là Pussy.
Shearer thành lập công ty vào năm 2006 và bắt đầu tiếp thị Pussy vào năm 2007. Ban đầu Shearer điều hành công ty từ phòng ngủ của mình và tự mình giao đồ uống đến các câu lạc bộ và quán bar. Đến mùa hè năm 2011, Pussy đã được bán tại 3000 cửa hàng ở Anh, bao gồm cả Tesco và Selfridges, đồng thời xuất khẩu sang 18 quốc gia, với doanh số lên tới 200.000 lon mỗi tháng. Đến tháng 4 năm 2012, doanh số bán nước tăng lực Pussy đã tăng lên 500.000 một tháng.
Ngày nay, công ty tạo ra doanh thu xấp xỉ 14,6 triệu đô la (12,0 triệu bảng Anh) và sử dụng 94 lao động.

## Quảng cáo
Vào mùa đông năm 2012, Pussy Drinks Ltd bắt đầu chiến dịch quảng cáo ở Anh với hai kiểu áp phích được sử dụng trên bảng quảng cáo và xe kéo. Quảng cáo đầu tiên có từ "Pussy" bằng chữ in thường lớn phía trên cụm từ "Đồ uống nguyên chất, vấn đề là ở tâm trí của bạn." ("The drink's pure, it's your mind that's the problem.") với hình ảnh một cái lon ở bên phải. Quảng cáo thứ hai có từ "Outrageous" bằng chữ kích thước lớn phía trên cụm từ "Một loại nước tăng lực thực sự có vị ngon" ("An energy drink that actually tastes good.") với hình ảnh một cái lon ở bên trái.
Cơ quan Tiêu chuẩn Quảng cáo ASA (Advertising Standards Authority) đã nhận được 156 khiếu nại về các áp phích trong đó có sáu vấn đề được xem xét. ASA chấp nhận rằng mọi người sẽ coi từ pussy là một thuật ngữ lóng để chỉ âm hộ. ASA chỉ ra rằng Pussy Drinks Ltd đã nhận thức ý nghĩa kép và sử dụng nó trong áp phích đầu tiên, đề cập đến ý nghĩa thứ cấp không "thuần túy" và là một "vấn đề". Vì vậy, áp phích đã bị coi là khiêu dâm và xúc phạm. ASA cũng ra phán quyết rằng trẻ em lớn tuổi hơn sẽ nhận thức được ý nghĩa kép, áp phích không phù hợp để đặt ở nơi trẻ em có thể nhìn thấy. Nhiều lời phàn nàn về tấm áp phích thứ hai tương tự tấm áp phích thứ nhất rằng chúng không được phép, cũng như những lời phàn nàn rằng tấm áp phích đầu tiên xúc phạm những người theo đạo. Hai trong số các vấn đề đã được giữ nguyên và ASA đã cấm áp phích đầu tiên.
Pussy Drinks Ltd đã phản ứng bằng cách tuyên bố sử dụng Từ điển tiếng Anh Oxford (Oxford English Dictionary) của từ pussy và tên thương hiệu không bị ảnh hưởng bởi âm hộ. Họ giả vờ vô tội và đặt câu hỏi tại sao mọi người lại hiểu ý nghĩa thô tục của từ này. Họ cũng hỏi tại sao những người theo đạo lại cảm thấy bị xúc phạm trong khi người Ai Cập cổ đại tôn thờ mèo. Richard Branson so sánh việc ASA cấm áp phích quảng cáo Pussy với lệnh cấm Sex Pistols vào những năm 1970, cho rằng lệnh cấm sẽ làm tăng mức độ hiển thị và mức độ bán hàng của thương hiệu, một quá trình được gọi là hiệu ứng Streisand.
Kể từ năm 2009, Pussy đã được quảng bá bởi nhà vô địch Superbike Thế giới (World Superbike Championship) hai lần là Troy Corser. Quảng cáo đồ uống thường sẽ xuất hiện trên mũ đội đầu của ông.